# Тамара Милетич
Тамара Милетич (серб. Тамара Милетић), (1 травня 1932, Дрвар, Королівство Югославія — 6 квітня 2014, Белград, Сербія) — югославська та сербська акторка.

## Вибіркова фільмографія
- Тільки люди (1957)
- Козара (1962)